# Ligue C de la Ligue des nations de l'UEFA 2020-2021
Navigation
Ligue C 2018-2019 Ligue C 2022-2023
La Ligue C de la Ligue des nations 2020-2021 est la troisième division de la Ligue des nations 2020-2021, deuxième édition d'une compétition impliquant les équipes nationales masculines des 55 associations membres de l'UEFA.

## Format
La Ligue C se compose de 7 associations de Ligue C de la Ligue des nations 2018-2019 plus neuf équipes promues de Ligue D de la précédente édition, et se divise en quatre groupes de quatre équipes. Les vainqueurs de chaque groupe seront promus en Ligue B lors de la prochaine édition, les équipes classées quatrièmes de chaque groupe disputeront des barrages de relégation.

### Tirage au sort
Les équipes sont attribuées à la Ligue C en fonction de la liste d'accès basée sur le classement général de la précédente édition à une exception près, les équipes promues lors de l'édition précédente sont classées devant les équipes devant être reléguées lors de la première édition (uniquement les équipes ayant terminé première de leur groupe lors de la première édition), avant que le format de la compétition change. Elles sont réparties en quatre chapeaux de quatre équipes, placées selon leur coefficient.
Le tirage au sort de la phase de ligue a lieu au Beurs van Berlage Conference Centre d'Amsterdam, le 3 mars 2020.
| Équipe     | Classement |
| ---------- | ---------- |
| Grèce      | 33         |
| Albanie    | 34         |
| Monténégro | 35         |
| Géorgie    | 36         |

| Équipe            | Classement |
| ----------------- | ---------- |
| Macédoine du Nord | 37         |
| Kosovo            | 38         |
| Biélorussie       | 39         |
| Chypre            | 40         |

| Équipe     | Classement |
| ---------- | ---------- |
| Estonie    | 41         |
| Slovénie   | 42         |
| Lituanie   | 43         |
| Luxembourg | 44         |

| Équipe      | Classement |
| ----------- | ---------- |
| Arménie     | 45         |
| Azerbaïdjan | 46         |
| Kazakhstan  | 47         |
| Moldavie    | 48         |

## Groupes
Légende des classements
- Promotion en Ligue B
- Barrages de relégation en Ligue D

### Groupe 1
| Rang | Équipe      | Pts | J | G | N | P | Bp | Bc | Diff |  | Résultats (▼ dom., ► ext.) |     |     |     |     |
| ---- | ----------- | --- | - | - | - | - | -- | -- | ---- |  | -------------------------- | --- | --- | --- | --- |
| 1    | Monténégro  | 13  | 6 | 4 | 1 | 1 | 10 | 2  | +8   |  | Monténégro                 |     | 1-2 | 2-0 | 4-0 |
| 2    | Luxembourg  | 10  | 6 | 3 | 1 | 2 | 7  | 5  | +2   |  | Luxembourg                 | 0-1 |     | 0-0 | 2-0 |
| 3    | Azerbaïdjan | 6   | 6 | 1 | 3 | 2 | 2  | 4  | -2   |  | Azerbaïdjan                | 0-0 | 1-2 |     | 0-0 |
| 4    | Chypre      | 4   | 6 | 1 | 1 | 4 | 2  | 10 | -8   |  | Chypre                     | 0-2 | 0-1 | 0-0 |     |

| 1re journée                 | Azerbaïdjan  | 1 - 2   | Luxembourg                                  | Stade olympique de Bakou, Bakou                        |                                                        |
| 5 septembre 2020 18:00 CEST | Sheydaev 43e | (1 - 0) | 48e (csc) Krivotsyuk · 72e (pen.) Rodrigues | Spectateurs : 0 (huis clos) Arbitrage : Chris Kavanagh | Spectateurs : 0 (huis clos) Arbitrage : Chris Kavanagh |
| 5 septembre 2020 18:00 CEST | Rapport      |         |                                             | Spectateurs : 0 (huis clos) Arbitrage : Chris Kavanagh | Spectateurs : 0 (huis clos) Arbitrage : Chris Kavanagh |

|  | Chypre  | 0 - 2   | Monténégro      | Stade GSP, Nicosie                                  |                                                     |
|  |         | (0 - 0) | 60e 73e Jovetić | Spectateurs : 0 (huis clos) Arbitrage : Harm Osmers | Spectateurs : 0 (huis clos) Arbitrage : Harm Osmers |
|  | Rapport |         |                 | Spectateurs : 0 (huis clos) Arbitrage : Harm Osmers | Spectateurs : 0 (huis clos) Arbitrage : Harm Osmers |

| 2e journée                  | Chypre  | 0 - 1   | Azerbaïdjan  | Stade GSP, Nicosie                                  |                                                     |
| 8 septembre 2020 20:45 CEST |         | (0 - 1) | 29e Medvedev | Spectateurs : 0 (huis clos) Arbitrage : Filip Glova | Spectateurs : 0 (huis clos) Arbitrage : Filip Glova |
| 8 septembre 2020 20:45 CEST | Rapport |         |              | Spectateurs : 0 (huis clos) Arbitrage : Filip Glova | Spectateurs : 0 (huis clos) Arbitrage : Filip Glova |

|  | Luxembourg | 0 - 1   | Monténégro           | Stade Josy-Barthel, Luxembourg                          |                                                         |
|  |            | (0 - 0) | 90+3e (pen.) Bećiraj | Spectateurs : 0 (huis clos) Arbitrage : Lawrence Visser | Spectateurs : 0 (huis clos) Arbitrage : Lawrence Visser |
|  | Rapport    |         |                      | Spectateurs : 0 (huis clos) Arbitrage : Lawrence Visser | Spectateurs : 0 (huis clos) Arbitrage : Lawrence Visser |

| 3e journée                 | Luxembourg     | 2 - 0   | Chypre | Stade Josy-Barthel, Luxembourg                   |                                                  |
| 10 octobre 2020 15:00 CEST | Sinani 12e 26e | (2 - 0) |        | Spectateurs : 1 334 Arbitrage : Donald Robertson | Spectateurs : 1 334 Arbitrage : Donald Robertson |
| 10 octobre 2020 15:00 CEST | Rapport        |         |        | Spectateurs : 1 334 Arbitrage : Donald Robertson | Spectateurs : 1 334 Arbitrage : Donald Robertson |

|  | Monténégro                | 2 - 0   | Azerbaïdjan | Podgorica City Stadium, Podgorica                         |                                                           |
|  | Jovetić 9e · Ivanović 71e | (2 - 0) |             | Spectateurs : 0 (huis clos) Arbitrage : Ricardo de Burgos | Spectateurs : 0 (huis clos) Arbitrage : Ricardo de Burgos |
|  | Rapport                   |         |             | Spectateurs : 0 (huis clos) Arbitrage : Ricardo de Burgos | Spectateurs : 0 (huis clos) Arbitrage : Ricardo de Burgos |

| 4e journée                 | Azerbaïdjan | 0 - 0 | Chypre | Elbasan Arena, Elbasan ( Albanie)                  |                                                    |
| 13 octobre 2020 18:00 CEST |             |       |        | Spectateurs : 0 (huis clos) Arbitrage : Fran Jović | Spectateurs : 0 (huis clos) Arbitrage : Fran Jović |
| 13 octobre 2020 18:00 CEST | Rapport     |       |        | Spectateurs : 0 (huis clos) Arbitrage : Fran Jović | Spectateurs : 0 (huis clos) Arbitrage : Fran Jović |

|            | Monténégro   | 1 - 2   | Luxembourg                 | Podgorica City Stadium, Podgorica                        |                                                          |
| 20:45 CEST | Ivanović 34e | (1 - 1) | 42e Muratović · 86e Sinani | Spectateurs : 0 (huis clos) Arbitrage : Sascha Stegemann | Spectateurs : 0 (huis clos) Arbitrage : Sascha Stegemann |
| 20:45 CEST | Rapport      |         |                            | Spectateurs : 0 (huis clos) Arbitrage : Sascha Stegemann | Spectateurs : 0 (huis clos) Arbitrage : Sascha Stegemann |

| 5e journée                 | Azerbaïdjan | 0 - 0   | Monténégro | Stade ŠRC Zaprešić, Zaprešić ( Croatie) |                            |
| 14 novembre 2020 18:00 CET |             | (0 - 0) |            | Arbitrage : Sergueï Ivanov              | Arbitrage : Sergueï Ivanov |
| 14 novembre 2020 18:00 CET | Rapport     |         |            | Arbitrage : Sergueï Ivanov              | Arbitrage : Sergueï Ivanov |

|  | Chypre                  | 2 - 1   | Luxembourg         | Stade GSP, Nicosie             |                                |
|  | Kástanos 34e (pen.) 71e | (1 - 1) | 5e (csc) Koúsoulos | Arbitrage : Mattias Gestranius | Arbitrage : Mattias Gestranius |
|  | Rapport                 |         |                    | Arbitrage : Mattias Gestranius | Arbitrage : Mattias Gestranius |

| 6e journée                 | Luxembourg | 0 - 0   | Azerbaïdjan | Stade Josy-Barthel, Luxembourg |                          |
| 17 novembre 2020 20:45 CET |            | (0 - 0) |             | Arbitrage : Felix Zwayer       | Arbitrage : Felix Zwayer |
| 17 novembre 2020 20:45 CET | Rapport    |         |             | Arbitrage : Felix Zwayer       | Arbitrage : Felix Zwayer |

|  | Monténégro                                  | 4 - 0   | Chypre | Podgorica City Stadium, Podgorica |                               |
|  | Jovetić 14e · Boljević 25e 28e · Mugoša 60e | (3 - 0) |        | Arbitrage : Eitan Shmuelevitz     | Arbitrage : Eitan Shmuelevitz |
|  | Rapport                                     |         |        | Arbitrage : Eitan Shmuelevitz     | Arbitrage : Eitan Shmuelevitz |

### Groupe 2
| Rang | Équipe            | Pts | J | G | N | P | Bp | Bc | Diff |  | Résultats (▼ dom., ► ext.) |     |     |     |     |
| ---- | ----------------- | --- | - | - | - | - | -- | -- | ---- |  | -------------------------- | --- | --- | --- | --- |
| 1    | Arménie           | 11  | 6 | 3 | 2 | 1 | 9  | 6  | +3   |  | Arménie                    |     | 1-0 | 2-2 | 2-0 |
| 2    | Macédoine du Nord | 9   | 6 | 2 | 3 | 1 | 9  | 8  | +1   |  | Macédoine du Nord          | 2-1 |     | 1-1 | 2-1 |
| 3    | Géorgie           | 7   | 6 | 1 | 4 | 1 | 6  | 6  | 0    |  | Géorgie                    | 1-2 | 1-1 |     | 0-0 |
| 4    | Estonie           | 3   | 6 | 0 | 3 | 3 | 5  | 9  | -4   |  | Estonie                    | 1-1 | 3-3 | 0-1 |     |

| 1re journée                 | Macédoine du Nord                          | 2 - 1   | Arménie                 | Toše Proeski Arena, Skopje                           |                                                      |
| 5 septembre 2020 15:00 CEST | Alioski 6e (pen.) · Nestorovski 39e (pen.) | (2 - 0) | 90+5e (pen.) Barseghyan | Spectateurs : 0 (huis clos) Arbitrage : Irfan Peljto | Spectateurs : 0 (huis clos) Arbitrage : Irfan Peljto |
| 5 septembre 2020 15:00 CEST | Rapport                                    |         |                         | Spectateurs : 0 (huis clos) Arbitrage : Irfan Peljto | Spectateurs : 0 (huis clos) Arbitrage : Irfan Peljto |

|            | Estonie | 0 - 1   | Géorgie        | A. Le Coq Arena - Lilleküla Stadium, Tallinn           |                                                        |
| 18:00 CEST |         | (0 - 1) | 33e Katcharava | Spectateurs : 0 (huis clos) Arbitrage : Donatas Rumšas | Spectateurs : 0 (huis clos) Arbitrage : Donatas Rumšas |
| 18:00 CEST | Rapport |         |                | Spectateurs : 0 (huis clos) Arbitrage : Donatas Rumšas | Spectateurs : 0 (huis clos) Arbitrage : Donatas Rumšas |

| 2e journée                  | Arménie                     | 2 - 0   | Estonie | Stade Républicain Vazgen-Sargsian, Erevan           |                                                     |
| 8 septembre 2020 18:00 CEST | Karapetian 43e · Angulo 65e | (1 - 0) |         | Spectateurs : 0 (huis clos) Arbitrage : David Coote | Spectateurs : 0 (huis clos) Arbitrage : David Coote |
| 8 septembre 2020 18:00 CEST | Rapport                     |         |         | Spectateurs : 0 (huis clos) Arbitrage : David Coote | Spectateurs : 0 (huis clos) Arbitrage : David Coote |

|  | Géorgie                | 1 - 1   | Macédoine du Nord | Stade Boris-Paichadze, Tbilissi                                   |                                                                   |
|  | Okriashvili 13e (pen.) | (1 - 1) | 33e Ristovski     | Spectateurs : 0 (huis clos) Arbitrage : Peter Kjærsgaard-Andersen | Spectateurs : 0 (huis clos) Arbitrage : Peter Kjærsgaard-Andersen |
|  | Rapport                |         |                   | Spectateurs : 0 (huis clos) Arbitrage : Peter Kjærsgaard-Andersen | Spectateurs : 0 (huis clos) Arbitrage : Peter Kjærsgaard-Andersen |

| 3e journée                 | Arménie                       | 2 - 2   | Géorgie                         | Stade municipal de Tychy, Tychy ( Pologne)         |                                                    |
| 11 octobre 2020 18:00 CEST | Bayramyan 6e · Mkhitaryan 88e | (1 - 0) | 46e Kacharava · 74e Okriashvili | Spectateurs : 0 (huis clos) Arbitrage : Ivan Bebek | Spectateurs : 0 (huis clos) Arbitrage : Ivan Bebek |
| 11 octobre 2020 18:00 CEST | Rapport                       |         |                                 | Spectateurs : 0 (huis clos) Arbitrage : Ivan Bebek | Spectateurs : 0 (huis clos) Arbitrage : Ivan Bebek |

|  | Estonie                              | 3 - 3   | Macédoine du Nord                        | A. Le Coq Arena, Tallinn                        |                                                 |
|  | Sappinen 33e 61e · Liivak 76e (pen.) | (1 - 1) | 3e (csc) Kuusk · 80e Pandev · 88e Zajkov | Spectateurs : 908 Arbitrage : Mohammed Al-Hakim | Spectateurs : 908 Arbitrage : Mohammed Al-Hakim |
|  | Rapport                              |         |                                          | Spectateurs : 908 Arbitrage : Mohammed Al-Hakim | Spectateurs : 908 Arbitrage : Mohammed Al-Hakim |

| 4e journée                 | Estonie      | 1 - 1   | Arménie         | A. Le Coq Arena, Tallinn                     |                                              |
| 14 octobre 2020 20:45 CEST | Sappinen 14e | (1 - 1) | 8e Hovhannisyan | Spectateurs : 1 007 Arbitrage : Luis Godinho | Spectateurs : 1 007 Arbitrage : Luis Godinho |
| 14 octobre 2020 20:45 CEST | Rapport      |         |                 | Spectateurs : 1 007 Arbitrage : Luis Godinho | Spectateurs : 1 007 Arbitrage : Luis Godinho |

|  | Macédoine du Nord    | 1 - 1   | Géorgie           | Toše Proeski Arena, Skopje                                 |                                                            |
|  | Alioski 90+3e (pen.) | (0 - 0) | 74e Kvaratskhelia | Spectateurs : 0 (huis clos) Arbitrage : Bartosz Frankowski | Spectateurs : 0 (huis clos) Arbitrage : Bartosz Frankowski |
|  | Rapport              |         |                   | Spectateurs : 0 (huis clos) Arbitrage : Bartosz Frankowski | Spectateurs : 0 (huis clos) Arbitrage : Bartosz Frankowski |

| 5e journée                 | Macédoine du Nord                | 2 - 1   | Estonie      | Toše Proeski Arena, Skopje                           |                                                      |
| 15 novembre 2020 15:00 CET | Tričkovski 29e · Stojanovski 68e | (1 - 0) | 52e Sappinen | Spectateurs : 0 (huis clos) Arbitrage : Marius Avram | Spectateurs : 0 (huis clos) Arbitrage : Marius Avram |
| 15 novembre 2020 15:00 CET | Rapport                          |         |              | Spectateurs : 0 (huis clos) Arbitrage : Marius Avram | Spectateurs : 0 (huis clos) Arbitrage : Marius Avram |

|           | Géorgie                | 1 - 2   | Arménie                     | Stade Boris-Paichadze, Tbilissi                     |                                                     |
| 18:00 CET | Qazaishvili 65e (pen.) | (0 - 1) | 33e Ghazarian · 86e Adamyan | Spectateurs : 0 (huis clos) Arbitrage : Marco Guida | Spectateurs : 0 (huis clos) Arbitrage : Marco Guida |
| 18:00 CET | Rapport                |         |                             | Spectateurs : 0 (huis clos) Arbitrage : Marco Guida | Spectateurs : 0 (huis clos) Arbitrage : Marco Guida |

| 6e journée                 | Arménie           | 1 - 0   | Macédoine du Nord | Stade GSP, Nicosie ( Chypre) |                          |
| 18 novembre 2020 18:00 CET | Hambardzumyan 55e | (0 - 0) |                   | Arbitrage : Bobby Madden     | Arbitrage : Bobby Madden |
| 18 novembre 2020 18:00 CET | Rapport           |         |                   | Arbitrage : Bobby Madden     | Arbitrage : Bobby Madden |

|  | Géorgie | 0 - 0   | Estonie | Stade Boris-Paichadze, Tbilissi |                          |
|  |         | (0 - 0) |         | Arbitrage : Irfan Peljto        | Arbitrage : Irfan Peljto |
|  | Rapport |         |         | Arbitrage : Irfan Peljto        | Arbitrage : Irfan Peljto |

### Groupe 3
| Rang | Équipe   | Pts | J | G | N | P | Bp | Bc | Diff |  | Résultats (▼ dom., ► ext.) |     |     |     |     |
| ---- | -------- | --- | - | - | - | - | -- | -- | ---- |  | -------------------------- | --- | --- | --- | --- |
| 1    | Slovénie | 14  | 6 | 4 | 2 | 0 | 8  | 1  | +7   |  | Slovénie                   |     | 0-0 | 2-1 | 1-0 |
| 2    | Grèce    | 12  | 6 | 3 | 3 | 0 | 6  | 1  | +5   |  | Grèce                      | 0-0 |     | 0-0 | 2-0 |
| 3    | Kosovo   | 5   | 6 | 1 | 2 | 3 | 4  | 6  | -2   |  | Kosovo                     | 0-1 | 1-2 |     | 1-0 |
| 4    | Moldavie | 1   | 6 | 0 | 1 | 5 | 1  | 11 | -10  |  | Moldavie                   | 0-4 | 0-2 | 1-1 |     |

| 1re journée            | Moldavie       | 1 - 1   | Kosovo      | Stade Ennio-Tardini, Parme ( Italie)                   |                                                        |
| 3 septembre 2020 20h45 | Nicolaescu 21e | (1 - 0) | 72e Kololli | Spectateurs : 0 (huis clos) Arbitrage : Kai Erik Steen | Spectateurs : 0 (huis clos) Arbitrage : Kai Erik Steen |
| 3 septembre 2020 20h45 | Rapport        |         |             | Spectateurs : 0 (huis clos) Arbitrage : Kai Erik Steen | Spectateurs : 0 (huis clos) Arbitrage : Kai Erik Steen |

|       | Slovénie | 0 - 0 | Grèce | Stadion Stožice, Ljubljana                           |                                                      |
| 20h45 |          |       |       | Spectateurs : 0 (huis clos) Arbitrage : Bobby Madden | Spectateurs : 0 (huis clos) Arbitrage : Bobby Madden |
| 20h45 | Rapport  |       |       | Spectateurs : 0 (huis clos) Arbitrage : Bobby Madden | Spectateurs : 0 (huis clos) Arbitrage : Bobby Madden |

| 2e journée                  | Slovénie  | 1 - 0   | Moldavie | Stadion Stožice, Ljubljana                             |                                                        |
| 6 septembre 2020 18:00 CEST | Bohar 28e | (1 - 0) |          | Spectateurs : 0 (huis clos) Arbitrage : Jérôme Brisard | Spectateurs : 0 (huis clos) Arbitrage : Jérôme Brisard |
| 6 septembre 2020 18:00 CEST | Rapport   |         |          | Spectateurs : 0 (huis clos) Arbitrage : Jérôme Brisard | Spectateurs : 0 (huis clos) Arbitrage : Jérôme Brisard |

|            | Kosovo         | 1 - 2   | Grèce                   | Stade de Fadil Vokrri, Pristina                        |                                                        |
| 20:45 CEST | B. Berisha 82e | (0 - 1) | 2e Limniós · 51e Sióvas | Spectateurs : 0 (huis clos) Arbitrage : Pavel Královec | Spectateurs : 0 (huis clos) Arbitrage : Pavel Královec |
| 20:45 CEST | Rapport        |         |                         | Spectateurs : 0 (huis clos) Arbitrage : Pavel Královec | Spectateurs : 0 (huis clos) Arbitrage : Pavel Královec |

| 3e journée                 | Grèce                                 | 2 - 0   | Moldavie | Stade olympique d'Athènes, Athènes                    |                                                       |
| 11 octobre 2020 20:45 CEST | Bakasétas 45+3e (pen.) · Mántalos 51e | (1 - 0) |          | Spectateurs : 0 (huis clos) Arbitrage : Dennis Higler | Spectateurs : 0 (huis clos) Arbitrage : Dennis Higler |
| 11 octobre 2020 20:45 CEST | Rapport                               |         |          | Spectateurs : 0 (huis clos) Arbitrage : Dennis Higler | Spectateurs : 0 (huis clos) Arbitrage : Dennis Higler |

|  | Kosovo  | 0 - 1   | Slovénie   | Stade de Fadil Vokrri, Pristina                       |                                                       |
|  |         | (0 - 1) | 22e Vučkić | Spectateurs : 0 (huis clos) Arbitrage : Andrew Madley | Spectateurs : 0 (huis clos) Arbitrage : Andrew Madley |
|  | Rapport |         |            | Spectateurs : 0 (huis clos) Arbitrage : Andrew Madley | Spectateurs : 0 (huis clos) Arbitrage : Andrew Madley |

| 4e journée                 | Grèce   | 0 - 0 | Kosovo | Stade olympique d'Athènes, Athènes |                              |
| 14 octobre 2020 20:45 CEST |         |       |        | Arbitrage : Roi Reinshreiber       | Arbitrage : Roi Reinshreiber |
| 14 octobre 2020 20:45 CEST | Rapport |       |        | Arbitrage : Roi Reinshreiber       | Arbitrage : Roi Reinshreiber |

|  | Moldavie | 0 - 4   | Slovénie                              | Stade Zimbru, Chișinău    |                           |
|  |          | (0 - 3) | 8e Lovrić · 37e (pen.) 42e 55e Vučkić | Arbitrage : João Pinheiro | Arbitrage : João Pinheiro |
|  | Rapport  |         |                                       | Arbitrage : João Pinheiro | Arbitrage : João Pinheiro |

| 5e journée                 | Moldavie | 0 - 2   | Grèce                         | Stade Zimbru, Chișinău |                        |
| 15 novembre 2020 20:45 CET |          | (0 - 2) | 32e Fortoúnis · 41e Bakasétas | Arbitrage : Fran Jović | Arbitrage : Fran Jović |
| 15 novembre 2020 20:45 CET | Rapport  |         |                               | Arbitrage : Fran Jović | Arbitrage : Fran Jović |

|  | Slovénie                         | 2 - 1   | Kosovo     | Stadion Stožice, Ljubljana     |                                |
|  | Kurtić 63e · Iličić 90+3e (pen.) | (0 - 0) | 58e Muriqi | Arbitrage : Bartosz Frankowski | Arbitrage : Bartosz Frankowski |
|  | Rapport                          |         |            | Arbitrage : Bartosz Frankowski | Arbitrage : Bartosz Frankowski |

| 6e journée                 | Grèce   | 0 - 0   | Slovénie | Stade olympique d'Athènes, Athènes  |                                     |
| 18 novembre 2020 20:45 CET |         | (0 - 0) |          | Arbitrage : Carlos del Cerro Grande | Arbitrage : Carlos del Cerro Grande |
| 18 novembre 2020 20:45 CET | Rapport |         |          | Arbitrage : Carlos del Cerro Grande | Arbitrage : Carlos del Cerro Grande |

|  | Kosovo       | 1 - 0   | Moldavie | Stade de Fadil Vokrri, Pristina |                            |
|  | Kastrati 31e | (1 - 0) |          | Arbitrage : Roomer Tarajev      | Arbitrage : Roomer Tarajev |
|  | Rapport      |         |          | Arbitrage : Roomer Tarajev      | Arbitrage : Roomer Tarajev |

### Groupe 4
| Rang | Équipe      | Pts | J | G | N | P | Bp | Bc | Diff |  | Résultats (▼ dom., ► ext.) |     |     |     |     |
| ---- | ----------- | --- | - | - | - | - | -- | -- | ---- |  | -------------------------- | --- | --- | --- | --- |
| 1    | Albanie     | 11  | 6 | 3 | 2 | 1 | 8  | 4  | +4   |  | Albanie                    |     | 3-2 | 0-1 | 3-1 |
| 2    | Biélorussie | 10  | 6 | 3 | 1 | 2 | 10 | 8  | +2   |  | Biélorussie                | 0-2 |     | 2-0 | 2-0 |
| 3    | Lituanie    | 8   | 6 | 2 | 2 | 2 | 5  | 7  | -2   |  | Lituanie                   | 0-0 | 2-2 |     | 0-2 |
| 4    | Kazakhstan  | 4   | 6 | 1 | 1 | 4 | 5  | 9  | -4   |  | Kazakhstan                 | 0-0 | 1-2 | 1-2 |     |

| 1re journée                 | Biélorussie | 0 - 2   | Albanie                   | Dinamo Stadion, Minsk                                       |                                                             |
| 4 septembre 2020 20:45 CEST |             | (0 - 1) | 24e Cikalleshi · 79e Bare | Spectateurs : 0 (huis clos) Arbitrage : Kristoffer Karlsson | Spectateurs : 0 (huis clos) Arbitrage : Kristoffer Karlsson |
| 4 septembre 2020 20:45 CEST | Rapport     |         |                           | Spectateurs : 0 (huis clos) Arbitrage : Kristoffer Karlsson | Spectateurs : 0 (huis clos) Arbitrage : Kristoffer Karlsson |

|  | Lituanie | 0 - 2   | Kazakhstan                  | Stade LFF, Vilnius                                     |                                                        |
|  |          | (0 - 1) | 4e Zaïnoutdinov · 87e Qoûat | Spectateurs : 0 (huis clos) Arbitrage : Rade Obrenovič | Spectateurs : 0 (huis clos) Arbitrage : Rade Obrenovič |
|  | Rapport  |         |                             | Spectateurs : 0 (huis clos) Arbitrage : Rade Obrenovič | Spectateurs : 0 (huis clos) Arbitrage : Rade Obrenovič |

| 2e journée                  | Kazakhstan    | 1 - 2   | Biélorussie                     | Stade central, Almaty                                     |                                                           |
| 7 septembre 2020 16:00 CEST | Aïymbetov 62e | (0 - 0) | 53e Bordachev · 86e Lisakovitch | Spectateurs : 0 (huis clos) Arbitrage : Giorgi Kruashvili | Spectateurs : 0 (huis clos) Arbitrage : Giorgi Kruashvili |
| 7 septembre 2020 16:00 CEST | Rapport       |         |                                 | Spectateurs : 0 (huis clos) Arbitrage : Giorgi Kruashvili | Spectateurs : 0 (huis clos) Arbitrage : Giorgi Kruashvili |

|            | Albanie | 0 - 1   | Lituanie       | Air Albania Stadium, Tirana                          |                                                      |
| 20:45 CEST |         | (0 - 0) | 51e Kazlauskas | Spectateurs : 0 (huis clos) Arbitrage : Serhiy Boyko | Spectateurs : 0 (huis clos) Arbitrage : Serhiy Boyko |
| 20:45 CEST | Rapport |         |                | Spectateurs : 0 (huis clos) Arbitrage : Serhiy Boyko | Spectateurs : 0 (huis clos) Arbitrage : Serhiy Boyko |

| 3e journée                 | Kazakhstan | 0 - 0   | Albanie | Stade central, Almaty                                   |                                                         |
| 11 octobre 2020 15:00 CEST |            | (0 - 0) |         | Spectateurs : 0 (huis clos) Arbitrage : Dumitru Muntean | Spectateurs : 0 (huis clos) Arbitrage : Dumitru Muntean |
| 11 octobre 2020 15:00 CEST | Rapport    |         |         | Spectateurs : 0 (huis clos) Arbitrage : Dumitru Muntean | Spectateurs : 0 (huis clos) Arbitrage : Dumitru Muntean |

|            | Lituanie                     | 2 - 2   | Biélorussie                     | Stade LFF, Vilnius                              |                                                 |
| 18:00 CEST | Novikovas 7e · Laukžemis 75e | (1 - 0) | 59e Lisakovitch · 66e Satchivko | Spectateurs : 963 Arbitrage : Julian Weinberger | Spectateurs : 963 Arbitrage : Julian Weinberger |
| 18:00 CEST | Rapport                      |         |                                 | Spectateurs : 963 Arbitrage : Julian Weinberger | Spectateurs : 963 Arbitrage : Julian Weinberger |

| 4e journée                 | Lituanie | 0 - 0   | Albanie | Stade LFF, Vilnius                       |                                          |
| 14 octobre 2020 18:00 CEST |          | (0 - 0) |         | Spectateurs : 696 Arbitrage : Karim Abed | Spectateurs : 696 Arbitrage : Karim Abed |
| 14 octobre 2020 18:00 CEST | Rapport  |         |         | Spectateurs : 696 Arbitrage : Karim Abed | Spectateurs : 696 Arbitrage : Karim Abed |

|            | Biélorussie                     | 2 - 0   | Kazakhstan | Stade Dinamo, Minsk                                |                                                    |
| 20:45 CEST | Yablonski 36e · Yuzepchuk 90+3e | (1 - 0) |            | Spectateurs : 2 074 Arbitrage : Aleksandar Stavrev | Spectateurs : 2 074 Arbitrage : Aleksandar Stavrev |
| 20:45 CEST | Rapport                         |         |            | Spectateurs : 2 074 Arbitrage : Aleksandar Stavrev | Spectateurs : 2 074 Arbitrage : Aleksandar Stavrev |

| 5e journée                 | Biélorussie              | 2 - 0   | Lituanie | Stade Dinamo, Minsk                            |                                                |
| 15 novembre 2020 18:00 CET | Yablonski 5e · Ebong 20e | (2 - 0) |          | Spectateurs : 1 985 Arbitrage : Chris Kavanagh | Spectateurs : 1 985 Arbitrage : Chris Kavanagh |
| 15 novembre 2020 18:00 CET | Rapport                  |         |          | Spectateurs : 1 985 Arbitrage : Chris Kavanagh | Spectateurs : 1 985 Arbitrage : Chris Kavanagh |

|  | Albanie                                         | 3 - 1   | Kazakhstan | Air Albania Stadium, Tirana                                      |                                                                  |
|  | Cikalleshi 16e · Ismajli 23e · Manaj 62e (pen.) | (2 - 1) | 25e Äbiken | Spectateurs : 0 (huis clos) Arbitrage : Xavier Estrada Fernandez | Spectateurs : 0 (huis clos) Arbitrage : Xavier Estrada Fernandez |
|  | Rapport                                         |         |            | Spectateurs : 0 (huis clos) Arbitrage : Xavier Estrada Fernandez | Spectateurs : 0 (huis clos) Arbitrage : Xavier Estrada Fernandez |

| 6e journée                 | Albanie                               | 3 - 2   | Biélorussie             | Air Albania Stadium, Tirana |                           |
| 18 novembre 2020 16:00 CET | Cikalleshi 20e 27e (pen.) · Manaj 44e | (3 - 1) | 35e Skavych · 80e Ebong | Arbitrage : Radu Petrescu   | Arbitrage : Radu Petrescu |
| 18 novembre 2020 16:00 CET | Rapport                               |         |                         | Arbitrage : Radu Petrescu   | Arbitrage : Radu Petrescu |

|  | Kazakhstan    | 1 - 2   | Lituanie                         | Stade central, Almaty     |                           |
|  | Aïymbetov 38e | (1 - 1) | 40e Vorobjovas · 90+4e Novikovas | Arbitrage : Hüseyin Göçek | Arbitrage : Hüseyin Göçek |
|  | Rapport       |         |                                  | Arbitrage : Hüseyin Göçek | Arbitrage : Hüseyin Göçek |

## Matches de relégation
Les  équipes  en  quatrième  position  dans  chaque  groupe  de  la  Ligue  C  sont classées de la position 1 à la position 4 sur la base du classement général de la ligue des nations, et disputent les matches de relégation.
L’équipe classée en position 1 (45e) joue contre l’équipe en position 4 (48e) et l’équipe classée en position 2 (46e) joue contre l’équipe en position 3 (47e).
Les matches de relégation sont disputés selon le système à élimination directe en matchs aller-retour.
Si une équipe devant disputer les matches de relégation est qualifiée pour les matches de barrage en vue de la Coupe du monde de la FIFA 2022, aucun match de relégation n’est disputé, et les équipes de la Ligue C placées en 47e et en 48e position dans le classement général sont reléguées.
| Rang | Équipe                | Pts | J | G | N | P | Bp | Bc | Diff |
| ---- | --------------------- | --- | - | - | - | - | -- | -- | ---- |
| 45   | Kazakhstan (Groupe 4) | 4   | 6 | 1 | 1 | 4 | 5  | 9  | -4   |
| 46   | Chypre (Groupe 1)     | 4   | 6 | 1 | 1 | 4 | 2  | 10 | -8   |
| 47   | Estonie (Groupe 2)    | 3   | 6 | 0 | 3 | 3 | 5  | 9  | -4   |
| 48   | Moldavie (Groupe 3)   | 1   | 6 | 0 | 1 | 5 | 1  | 11 | -10  |

| Équipe   | Aller | Total             | Retour   | Équipe     |
| -------- | ----- | ----------------- | -------- | ---------- |
| Moldavie | 1 - 2 | 2 - 2 (4 - 5 tab) | 1 - 0 ap | Kazakhstan |
| Estonie  | 0 - 0 | 0 - 2             | 0 - 2    | Chypre     |

| Match aller        | Moldavie         | 1 - 2   | Kazakhstan                    | Stade Zimbru, Chișinău                                                                   |                                                                                          |
| 24 mars 2022 18h00 | Nicolaescu 45+1e | (1 - 0) | 63e Malyi · 79e (pen.) Posmac | Spectateurs : 5 387 Arbitrage : Tasos Sidiropoulos Arbitre vidéo : Juan Martínez Munuera | Spectateurs : 5 387 Arbitrage : Tasos Sidiropoulos Arbitre vidéo : Juan Martínez Munuera |
| 24 mars 2022 18h00 | Rapport          |         |                               | Spectateurs : 5 387 Arbitrage : Tasos Sidiropoulos Arbitre vidéo : Juan Martínez Munuera | Spectateurs : 5 387 Arbitrage : Tasos Sidiropoulos Arbitre vidéo : Juan Martínez Munuera |

| Match retour       | Kazakhstan                                                               | 0 - 1             | Moldavie                                                        | Astana Arena, Noursoultan                                                   |                                                                             |
| 29 mars 2022 18h00 |                                                                          | (0 - 1)           | 13e Armaș                                                       | Spectateurs : 12 582 Arbitrage : Ivan Kružliak Arbitre vidéo : Paolo Valeri | Spectateurs : 12 582 Arbitrage : Ivan Kružliak Arbitre vidéo : Paolo Valeri |
| 29 mars 2022 18h00 | Rapport                                                                  |                   |                                                                 | Spectateurs : 12 582 Arbitrage : Ivan Kružliak Arbitre vidéo : Paolo Valeri | Spectateurs : 12 582 Arbitrage : Ivan Kružliak Arbitre vidéo : Paolo Valeri |
| 29 mars 2022 18h00 | Abiken · Beysebekov · Dosmagambetov · Zaynutdinov · Zhaksylykov · Zhukov | Tirs au but 5 - 4 | Caimacov · Armaș · Mandrîcenco · Crăciun · Nicolaescu · Revenco | Spectateurs : 12 582 Arbitrage : Ivan Kružliak Arbitre vidéo : Paolo Valeri | Spectateurs : 12 582 Arbitrage : Ivan Kružliak Arbitre vidéo : Paolo Valeri |

| Match aller        | Estonie | 0 - 0   | Chypre | A. Le Coq Arena, Tallinn                                                     |                                                                              |
| 24 mars 2022 18h00 |         | (0 - 0) |        | Spectateurs : 5 366 Arbitrage : Willie Collum Arbitre vidéo : Darren England | Spectateurs : 5 366 Arbitrage : Willie Collum Arbitre vidéo : Darren England |
| 24 mars 2022 18h00 | Rapport |         |        | Spectateurs : 5 366 Arbitrage : Willie Collum Arbitre vidéo : Darren England | Spectateurs : 5 366 Arbitrage : Willie Collum Arbitre vidéo : Darren England |

| Match retour       | Chypre                     | 2 - 0   | Estonie | Stade GSP, Nicosie                                                              |                                                                                 |
| 29 mars 2022 18h00 | Tzionis 19e · Sotiriou 51e | (1 - 0) |         | Spectateurs : 2 464 Arbitrage : Artur Soares Dias Arbitre vidéo : João Pinheiro | Spectateurs : 2 464 Arbitrage : Artur Soares Dias Arbitre vidéo : João Pinheiro |
| 29 mars 2022 18h00 | Rapport                    |         |         | Spectateurs : 2 464 Arbitrage : Artur Soares Dias Arbitre vidéo : João Pinheiro | Spectateurs : 2 464 Arbitrage : Artur Soares Dias Arbitre vidéo : João Pinheiro |

## Classement général
Légende des classements
- Promotion en Ligue B pour la saison 2022-2023
- Barrages de relégation en Ligue D

| Ligue C | Ligue C           | Ligue C                         | Ligue C | Ligue C | Ligue C | Ligue C | Ligue C | Ligue C | Ligue C | Ligue C | Ligue C |
| Rang    | Nation            | Parcours                        | Gr.     | MJ      | G       | N       | P       | Pts     | Bp      | Bc      | Diff    |
| ------- | ----------------- | ------------------------------- | ------- | ------- | ------- | ------- | ------- | ------- | ------- | ------- | ------- |
| 33e     | Slovénie          | Meilleur premier de groupe      | 3       | 6       | 4       | 2       | 0       | 14      | 8       | 1       | +7      |
| 34e     | Monténégro        | 2e meilleur premier de groupe   | 1       | 6       | 4       | 1       | 1       | 13      | 10      | 2       | +8      |
| 35e     | Albanie           | 3e meilleur premier de groupe   | 4       | 6       | 3       | 2       | 1       | 11      | 8       | 4       | +4      |
| 36e     | Arménie           | 4e meilleur premier de groupe   | 2       | 6       | 3       | 2       | 1       | 11      | 9       | 6       | +3      |
|         |                   |                                 |         |         |         |         |         |         |         |         |         |
| 37e     | Grèce             | Meilleur deuxième de groupe     | 3       | 6       | 3       | 3       | 0       | 12      | 6       | 1       | +5      |
| 38e     | Biélorussie       | 2e meilleur deuxième de groupe  | 4       | 6       | 3       | 1       | 2       | 10      | 10      | 8       | +2      |
| 39e     | Luxembourg        | 3e Meilleur deuxième de groupe  | 1       | 6       | 3       | 1       | 2       | 10      | 7       | 5       | +2      |
| 40e     | Macédoine du Nord | 4e meilleur deuxième de groupe  | 2       | 6       | 2       | 3       | 1       | 9       | 9       | 8       | +1      |
|         |                   |                                 |         |         |         |         |         |         |         |         |         |
| 41e     | Lituanie          | Meilleur troisième de groupe    | 4       | 6       | 2       | 2       | 2       | 8       | 5       | 7       | -2      |
| 42e     | Géorgie           | 2d meilleur troisième de groupe | 2       | 6       | 1       | 4       | 1       | 7       | 6       | 6       | 0       |
| 43e     | Azerbaïdjan       | 3e meilleur troisième de groupe | 1       | 6       | 1       | 3       | 2       | 6       | 2       | 4       | -2      |
| 44e     | Kosovo            | 4e meilleur troisième de groupe | 3       | 6       | 1       | 2       | 3       | 5       | 4       | 6       | -2      |
|         |                   |                                 |         |         |         |         |         |         |         |         |         |
| 45e     | Kazakhstan        | Meilleur quatrième de groupe    | 4       | 6       | 1       | 1       | 4       | 4       | 5       | 9       | -4      |
| 46e     | Chypre            | 2e meilleur quatrième de groupe | 1       | 6       | 1       | 1       | 4       | 4       | 2       | 10      | -8      |
| 47e     | Estonie           | 3e meilleur quatrième de groupe | 2       | 6       | 0       | 3       | 3       | 3       | 5       | 9       | -4      |
| 48e     | Moldavie          | 4e meilleur quatrième de groupe | 3       | 6       | 0       | 1       | 5       | 1       | 1       | 11      | -10     |

## Buteurs
Mise à jour : après les rencontres du 18 novembre
4 buts
- Sokol Cikalleshi (dont 1 pénalty)
- Rauno Sappinen
- Stevan Jovetić
- Haris Vučkić (dont 1 pénalty)

3 buts
- Danel Sinani

2 buts
- Rey Manaj (dont 1 pénalty)
- Max Ebong
- Vitali Lisakovitch
- Ievgueni Yablonski
- Grigóris Kástanos (dont 1 pénalty)
- Nika Katcharava
- Tornike Okriashvili (dont 1 pénalty)
- Anastásios Bakasétas (dont 1 pénalty)
- Abat Aïymbetov
- Arvydas Novikovas
- Ezgjan Alioski (dont 2 pénalties)
- Aleksandar Boljević
- Igor Ivanović

1 but
- Keidi Bare
- Ardian Ismajli
- Sargis Adamyan
- Wbeymar Angulo
- Tigran Barseghyan (dont 1 pénalty)
- Khoren Bayramyan
- Gevorg Ghazarian
- Hovhannes Hambardzumyan
- Kamo Hovhannisyan
- Aleksandre Karapetian
- Henrikh Mkhitaryan
- Maksim Medvedev
- Ramil Sheydaev
- Maksim Bordachev
- Aleksandr Satchivko
- Maksim Skavych
- Roman Yuzepchuk
- Frank Liivak (dont 1 pénalty)
- Khvicha Kvaratskhelia
- Valeri Qazaishvili (dont 1 pénalty)
- Kóstas Fortoúnis
- Dimítris Limniós
- Pétros Mántalos
- Dimítris Sióvas
- Aïbol Äbiken (en)
- Islambek Qoûat
- Baqtîar Zaïnoutdinov
- Bernard Berisha
- Lirim Kastrati
- Benjamin Kololli
- Vedat Muriqi
- Donatas Kazlauskas
- Karolis Laukžemis
- Modestas Vorobjovas
- Edvin Muratović
- Gerson Rodrigues (dont 1 pénalty)
- Ilija Nestorovski (dont 1 pénalty)
- Goran Pandev
- Stefan Ristovski
- Vlatko Stojanovski
- Ivan Tričkovski
- Gjoko Zajkov
- Ion Nicolaescu
- Fatos Bećiraj (dont 1 pénalty)
- Stefan Mugoša
- Damjan Bohar
- Josip Iličić (dont 1 pénalty)
- Jasmin Kurtić
- Sandi Lovrić

1 csc
- Anton Krivotsyuk (face au  Luxembourg)
- Ioánnis Koúsoulos (face au  Luxembourg)
- Märten Kuusk (face à la  Macédoine du Nord)